# Zoot suit

En soldat inspekterar män med zoot suits i Washington D.C., 1942

Zoot suit var en manlig klädstil i USA, som utvecklades av unga mexikaner, svarta, filippinier och italienare i USA på det sena 1930-talet och 1940-talet. Stilen kom att bilda skola för bland annat de svenska swingpjattarna.
Idag är en zoot suit, eller en zooty, också termen för rodd-klädsel i Australien.